# Murad al V-lea
Murad al V-lea (în turcă otomană مراد خامس, n. 21 septembrie 1840, Constantinopol, Imperiul Otoman – d. 29 august 1904, Constantinopol, Imperiul Otoman) a fost cel de-al 33-lea sultan al Imperiului Otoman, care a domnit între 30 mai și 31 august 1876.